# La ragazza della porta accanto (film 2007)
La ragazza della porta accanto (The Girl Next Door) è un film del 2007 diretto da Gregory Wilson, tratto dall'omonimo romanzo di Jack Ketchum, basato sull'omicidio di Sylvia Likens.

## Trama
Nel 2007, un uomo di nome David Moran si trova a New York e assiste a un incidente d'auto, intervenendo per cercare di rianimare la vittima che era stata investita. Quella sera, l'uomo rievoca il suo passato in un lungo flashback dell'estate del 1958, quando aveva dodici anni. Allora si prese una cotta per la giovane Meg Loughlin, appena rimasta orfana con la sorella disabile Susan in seguito alla morte dei genitori in un incidente stradale. Meg e Susan vennero mandate a vivere dalla zia, Ruth Chandler, la quale aveva già tre figli di nome Willie, Ralphie e Donny; Ruth permetteva ai giovani amici dei suoi figli, incluso David, di entrare liberamente in casa sua, offrendo loro birra e sigarette.
David si accorse presto che le sorelle Loughlin erano vittime di violenti abusi, soprattutto Meg: la ragazza veniva affamata da Ruth, la quale la umiliava quotidianamente accusandola di promiscuità e sottoponendola a lezioni misogine davanti ai figli. In una circostanza, Meg reagì alle molestie di Ralphie, e Ruth in risposta sculacciò Susan, per poi confiscare a Meg la collana ricevuta in dono da sua madre.
Meg denunciò gli abusi all'agente Jennings, un poliziotto locale, ma le forze dell'ordine non presero provvedimenti penali. Ruth e i suoi figli punirono la ragazza legandola nel seminterrato, per poi spogliarla e picchiarla. A causa della disidratazione, Meg non riusciva a nutrirsi e Ruth sculacciò nuovamente Susan in rappresaglia.
Con l'approvazione di Ruth, i ragazzini del quartiere cominciarono a frequentare regolarmente la residenza dei Chandler per torturare Meg in un impeto sadico, mentre Ruth si occupava di cauterizzare le ferite della ragazza bruciandole con le cicche di sigaretta. Non riuscendo a raccontare ai propri genitori cosa stava accadendo, David andò a trovare Meg sperando di poterla aiutare. Jennings proprio quel giorno si recò a casa dei Chandler, in quanto informato delle violenze perpetuate contro Meg, ma Ruth chiuse la ragazza e David nel seminterrato, minacciando di ucciderli se avessero chiesto aiuto. Mentre la famiglia Chandler cercava di convincere Jennings ad andarsene, David allentò i legami di Meg chiedendole di scappare, ma lei non ne fu in grado. In seguito subì una violenza sessuale da parte di Willie. Su suggerimento di Ralphie, Ruth incise una frase oscena sulla pancia di Meg, senza smettere di schernirla. David cercò di scappare per chiamare qualcuno, ma venne catturato dai ragazzi Chandler e costretto a guardare, mentre Ruth bruciava il clitoride di Meg avvalendosi di una fiamma ossidrica, con il chiaro intento di rimuovere il suo desiderio sessuale.
Successivamente, David riuscì a liberarsi. Susan gli spiegò che Meg non era riuscita a scappare perché era stata sorpresa mentre cercava di portare con sé la sorella, la quale si incolpava dell'accaduto, in quanto le aveva raccontato delle violenze di Ruth nei suoi confronti. David appiccò un fuoco per attirare Ruth nel seminterrato, e la uccise colpendola con la stampella di Susan; prima che i figli potessero vendicarsi, intervenne l'agente Jennings che li condusse tutti in arresto. La polizia portò via Susan, mentre David rimase con Meg e le restituì la collana della madre. La ragazza lo ringraziò e gli disse che lo amava, dopodiché morì per le gravi ferite.
Nel 2007, l'adulto David riconosce di essere ancora perseguitato dal passato, ma ricorda l'insegnamento di Meg: "è il finale quello che conta".